# لونیا
لونیا (به مجاری:  Lónya) یک شهرداری در مجارستان است که در سابولچ-ساتمار-برگ واقع شده‌است. لونیا ۳۶٫۴۹ کیلومتر مربع مساحت و ۸۲۵ نفر جمعیت دارد.